# Барвалд-Гурни
Барвалд-Гурни (пол. Barwałd Górny) — село в Польщі, у гміні Кальварія-Зебжидовська Вадовицького повіту Малопольського воєводства.
Населення — 1351 особа (2011).

## Історія
У 1975-1998 роках село належало до Бельського воєводства, підпорядковувалося районній адміністрації у Вадовицях.

## Демографія
Демографічна структура станом на 31 березня 2011 року:
|          | Загалом | Допрацездатний вік | Працездатний вік | Постпрацездатний вік |
| -------- | ------- | ------------------ | ---------------- | -------------------- |
| Чоловіки | 670     | 129                | 479              | 62                   |
| Жінки    | 681     | 134                | 411              | 136                  |
| Разом    | 1351    | 263                | 890              | 198                  |